# پل دولن
پل دولن (انگلیسی: Paul Dolan؛ زادهٔ ۱۶ آوریل ۱۹۶۶) بازیکن فوتبال اهل کانادا بود.
از باشگاه‌هایی که در آن بازی کرده‌است می‌توان به باشگاه فوتبال ونکوور وایتکپس اشاره کرد.
وی همچنین در تیم ملی فوتبال کانادا بازی کرده‌است.